# Charge Coupled Device

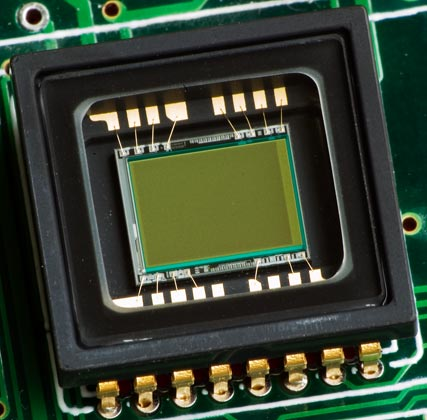
En CCD i en övervakningskamera

Charge-Coupled Device (CCD) (engelska för laddningskopplad enhet) är en typ av elektronisk halvledarbricka som mäter ljusstyrkan som faller på den. Den används till exempel inom astronomi samt som bildsensor i digitalkameror.
CCD-sensorn omvandlar fotoner till elektriska laddningar som sedan leds ut till ett signalbehandlingssystem. (Egentligen sitter själva AD-omvandlaren på ett separat chip när det gäller CCD. CMOS kan ha denna omvandling inbakad i sensorn.)
Förutom antal bildpunkter (pixlar) är också storleken på CCD:n av vikt, eftersom detta ökar ljuskänsligheten samt ger bättre möjlighet till begränsat skärpedjup, till exempel vid porträttfotografering. (Depth of Field) 
Två av 2009 års nobelpristagare i fysik, Willard Boyle och George Smith, fick priset för sitt arbete med framtagandet av CCD-sensorn. CCD är en viktig bit av teknik inom digital bildbehandling. I en CCD-bildsensor är pixlarna representerade av p-dopade MOS-kondensatorer. 